# Логвиненко Володимир Олексійович
Володимир Олексійович Логвиненко — старший солдат Збройних сил України, учасник російсько-української війни, що загинув у ході російського вторгнення в Україну в 2022 році.

## Життєпис
Народився 20 квітня 1970 року 
На початку повномасштабного вторгнення Володимир пішов захищати рідну землю. Під час наступу росіян потрапив під артилерійський обстріл та отримав важке осколкове поранення.
Загинув 13 березня 2022 року у селі Лютіж, де і похований .

## Нагороди
- орден «За мужність» III ступеня (2022, посмертно) — за особисту мужність і самовіддані дії, виявлені у захисті державного суверенітету та територіальної цілісності України, вірність військовій присязі.